# Balonne Shire
Koordinaten: 28° 2′ S, 148° 34′ O

Das Shire of Balonne ist ein lokales Verwaltungsgebiet (LGA) im australischen Bundesstaat Queensland. Das Gebiet ist 31.103,7 km² groß und hat 4.320 Einwohner. 2016 betrug die Einwohnerzahl etwa 4.400 Einwohner.

## Geografie
Das Shire liegt an der Südgrenze des Staats zu New South Wales etwa 440 km westlich der Hauptstadt Brisbane.
Größte Ortschaft und Verwaltungssitz der LGA ist Sts George am Balonne River mit etwa 2.400 Einwohnern. Weitere Ortschaften sind Bollon, Dirranbandi, Hebel, Mungindi, Nindigully und Thallon.

## Geschichte
Um 1846 kam die erste Expedition in das Gebiet und benannte den Balonne River nach einem Wort aus der Ureinwohnersprache. Ab 1864 begann die Besiedlung um St George und 15 Jahre später entstand der Bezirk Ula Ula, der 1903 in Balonne umbenannt wurde.

## Verwaltung
Der Balonne Shire Council hat fünf Mitglieder. Der Mayor (Bürgermeister) und vier weitere Councillor werden von allen Bewohnern des Shires gewählt. Die LGA ist nicht in Wahlbezirke unterteilt.